# Gud heligste Treenighet
Gud heligste Treenighet (tyska: Gott Heiligste drei Einigkeit, latin: O lux beata Trinitas) är en tysk psalm av Johann Balthasar Schupp. Psalmen översattes till svenska och fick titeln Gud heligste Treenighet.

## Publicerad i
- Den svenska psalmboken 1694 som nummer 222 under rubriken "Om then H. Trefaldighet".
- Den svenska psalmboken 1695 som nummer 192 under rubriken "Om then Hel. Trefallighet".[1]